# ハリー・ンクンブラ
ハリー・ムワンガ・ンクンブラ（英語:Harry Mwaanga Nkumbula）は、ザンビアの政治家。 ハリー・エンクンブラ、ハリー・ヌクンブラとも。

## 生涯
1916年、イギリス保護領北ローデシアのマアラ(Maala)村に生まれ、メソジスト系のミッション・スクールで教育を受けた。1944年から1946年までウガンダにあるマケレレ大学に通い、1946年に奨学金を得てロンドン大学に入学、教育学の学位を取得し、ロンドン・スクール・オブ・エコノミクスで政治学と経済学を2年間学んだが学位を取得せずに退学し、1950年北ローデシアに帰国した。
1951年、アフリカ人民族会議（African National Congress、ANC、国民会議派とも）の党首に選出される。1953年にはケネス・カウンダがANC書記長となり、ンクンブラの右腕となった。1958年、党首ンクンブラに対し「白人の影響を過度に受け態度が軟化している」としてカウンダの指導する若手急進派が反発、ANCを離脱して分派（後の統一民族独立党 (UNIP) ）を結成した。1964年に北ローデシアがイギリスから独立しザンビア共和国となると、ンクンブラと決別してUNIPを率いたカウンダがザンビア大統領となり、ンクンブラは連立パートナーとなるもキャリアの多くをカウンダに対する批判に費やした。
1983年10月8日、ルサカのルサカ大学病院で死去した。